# シェルビー郡 (ミズーリ州)
座標: 北緯39度47分 西経92度04分 / 北緯39.783度 西経92.067度
シェルビー郡（英: Shelby County）は、アメリカ合衆国ミズーリ州にある郡。2005年の推定人口は6,744人で、郡庁所在地はシェルビーヴィル（Shelbyville）である。
シェルビー郡は1835年に組織され、郡名はケンタッキー州知事を務めたアイザック・シェルビーからとられた。

## 地理
アメリカ合衆国国勢調査局によると、この郡は総面積1,301 km2 （502 mi2）である。このうち1,297 km2 （501 mi2）が陸地で、4 km2 （1 mi2）が水地域である。総面積の0.30%が水地域となっている。

### 隣接する郡
- ノックス郡（北）
- ルイス郡（北東）
- マリオン郡（東）
- モンロー郡（南）
- ランドルフ郡（南西）
- メイコン郡（西）

### 幹線道路
- 国道36号線
- 州道15号線
- 州道151号線
- 州道168号線

## 人口動静

2000年国勢調査時のシェルビー郡の人口ピラミッド

2000年現在の国勢調査で、この郡は6,799人、2,745世帯、及び1,847家族が暮らしている。人口密度は5/km2 （14/mi2）で、2/km2 （6/mi2）の平均的な密度に3,245軒の住居が建っている。この郡の人種的構成は白人97.87%、黒人（アフリカ系）0.97%、先住民0.28%、アジア系0.10%、その他の人種0.19%、及び混血0.59%で、人口の0.63%がヒスパニックまたはラテン系である。住民の30.4%がアメリカ系、26.9%がドイツ系、14.9%がイングランド系、8.5%がアイルランド系移民の子孫であると答えている。
2,745世帯のうち、30.60%は18歳未満の子供と暮らしており、56.90%は夫婦で生活している。7.30%は未婚の女性が世帯主で、32.70%は家族以外の住人と同居している。30.30%には独身の人が住んでおり、16.60%は65歳以上の独居老人である。1世帯あたりの平均人数は2.38人で、家庭の場合は2.98人である。
郡内の住民は25.40%が18歳未満の未成年、18歳以上24歳以下が7.20%、25歳以上44歳以下が24.40%、45歳以上64歳以下が23.30%、及び65歳以上が19.70%にわたっている。中央値年齢は40歳である。女性100人に対して男性は91.60人いて、18歳以上の女性100人に対しては男性は90.00人いる。
この郡の世帯ごとの平均的な収入は29,448米ドルであり、家族ごとでは35,944米ドルである。男性の25,759米ドルに対して女性は18,996米ドル平均的な収入がある。この郡の一人当たりの収入（per capita income）は15,632米ドルである。人口の16.30%及び家族の13.00%は貧困線以下である。18歳未満の21.70%及び65歳以上の14.10%は貧困線以下の生活を送っている。

## ゆかりのある人物
- ノーム・スチュワート - ミズーリ大学のバスケットボールコーチ。（シェルビーヴィル出身）
- デューク・カニンガム - ベトナム戦争における海軍の戦闘機パイロットで、カリフォルニア州選出の元合衆国下院議員。（シェルビナにて育つ）
- フランク・ハミルトン・ショート - 20世紀初期に、天然資源の州権化と民間による資源開発を主張した自然保護論者。

## 都市および村
（括弧内の数字は2000年の人口）
都市
- クラレンス（en:Clarence, Missouri 915）
- ハンウェル（en:Hunnewell, Missouri 227）
- シェルビナ（en:Shelbina, Missouri 1,943）
- シェルビーヴィル（en:Shelbyville, Missouri 682）

村
- ベテル（en:Bethel, Missouri 121）
- レオナルド（en:Leonard, Missouri 66）

非法人コミュニティー
- エムデン（en:Emden, Missouri）
- レントナー（en:Lentner, Missouri）